# Arborophila
Arborophila là danh pháp khoa học của một chi chim trong họ Trĩ (Phasianidae). Tên gọi chung của các loài trong chi này là gà so. Tuy nhiên, tên gọi gà so còn được chia sẻ chung với các loài của chi Bambusicola. 

## Các loài
Chi này chứa các loài sau:
- Arborophila ardens: Gà so Hải Nam
- Arborophila atrogularis: Gà so má trắng
- Arborophila brunneopectus: Gà so họng trắng
  - A. b. albigula: Gà so họng trắng
  - A. b. henrici: Gà so họng vàng
- Arborophila cambodiana: Gà so đầu nâu dẻ
- Arborophila campbelli
- Arborophila charltonii: Gà so ngực gụ hay gà so cổ hung hoặc gà so vòng cổ nâu
- Arborophila chloropus: Gà so ngực gụ hay gà so ngực vảy
  - A. c. cognacqi: Gà so chân xám
  - A. c. olioacea: Gà so chân vàng
  - A. c. vivida: Gà so mặt trắng
- Arborophila crudigularis: Gà so Đài Loan
- Arborophila davidi: Gà so cổ hung hay gà so cổ da cam
- Arborophila gingica: Gà so vòng cổ trắng
- Arborophila hyperythra: Gà so ngực đỏ
- Arborophila javanica: Gà so bụng nâu dẻ
- Arborophila mandellii: Gà so ngực nâu dẻ
- Arborophila merlini, đồng nghĩa Arborophila chloropus merlini: Gà so Trung Bộ hay gà so Việt Nam, gà so ngực gụ.
- Arborophila orientalis: Gà so mặt trắng
- Arborophila rolli
- Arborophila rubrirostris: Gà so mỏ đỏ
- Arborophila rufipectus: Gà so Tứ Xuyên
- Arborophila rufogularis: Gà so họng hung
  - A. r. annamensis: Gà so họng hung
  - A. r. guttata: Gà so gutta
  - A. r. laotianus: Gà so Lào
- Arborophila sumatrana: Gà so ngực xám
- Arborophila torqueola: Gà so họng đen hay gà so đồi

## Hình ảnh

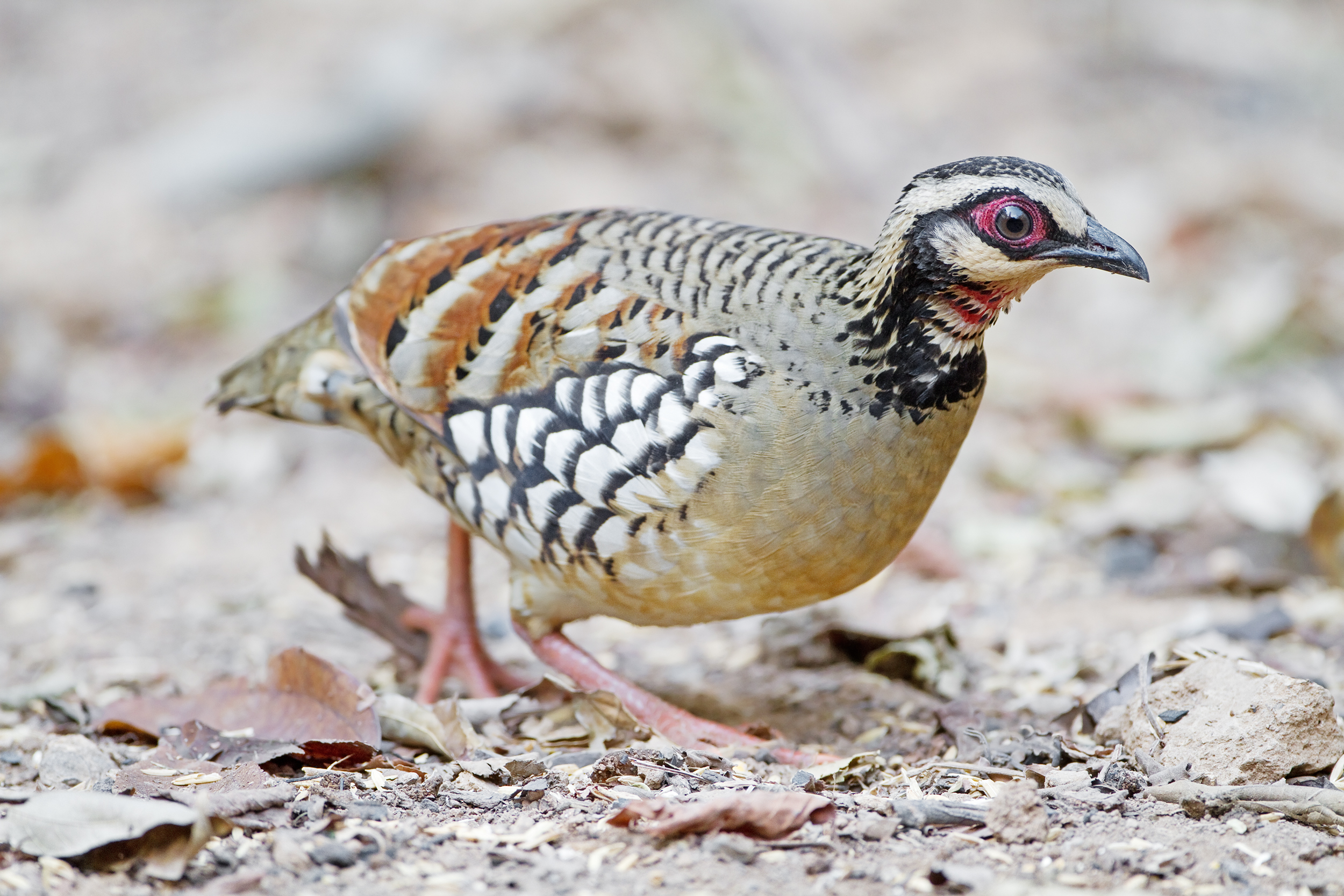
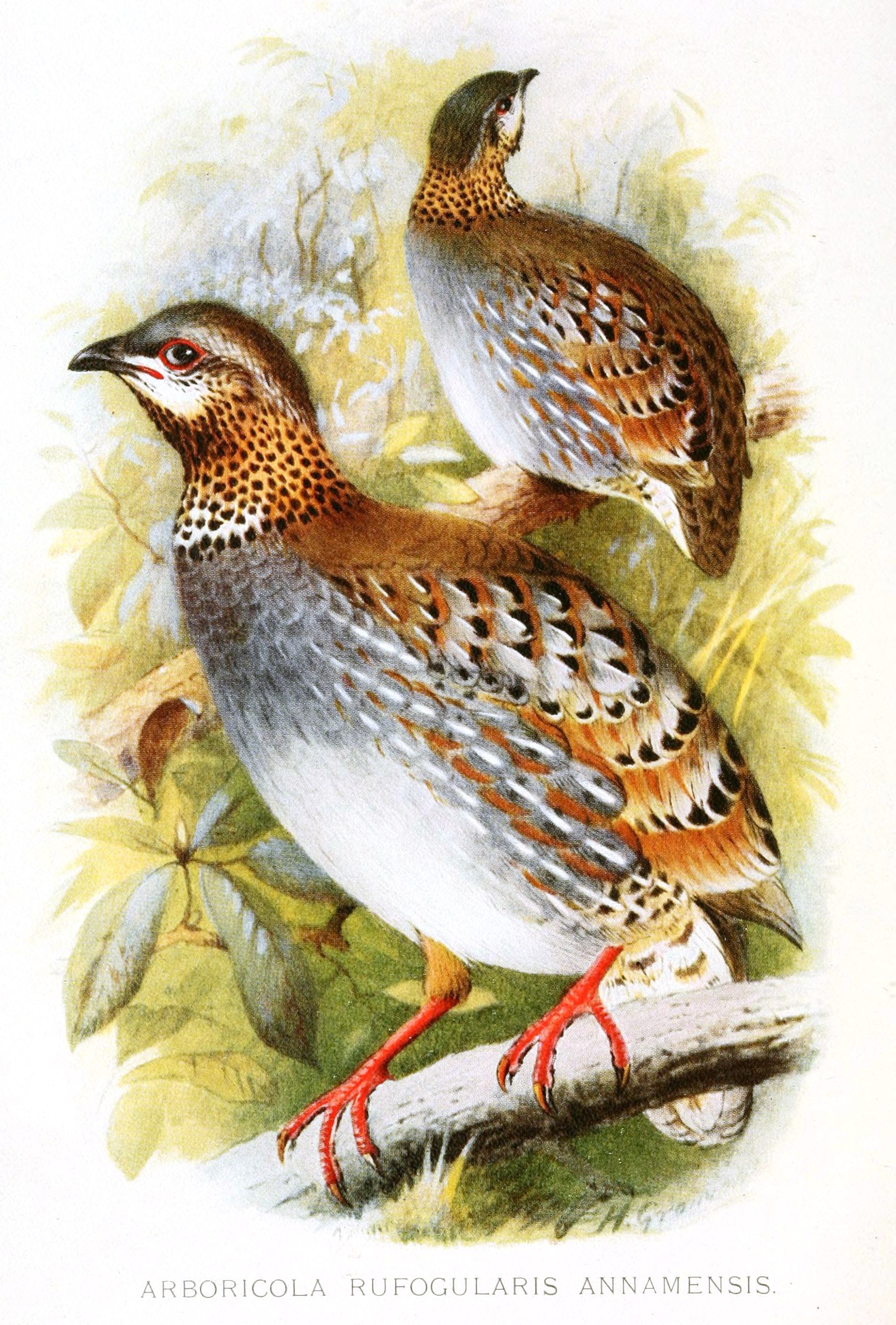